# Molnár János (jezsuita tanár, 1708–1796)
Molnár János (Pinnyéd (Győr megye), 1708. október 29. – Kassa, 1796.) magyar bölcseleti doktor, Jézus-társasági áldozópap és tanár.

## Élete
1731. október 15-én lépett a rendbe. Bölcseletet Kassán és Kolozsvárt négy évig, nyelvészetet Egerben, Budán és Kassán kilencig tanított, utóbbi helyen 1761-től 1764-ig az akadémia rektora is volt és 1765-től 1770-ig ugyanott a nemes ifjak konviktusának igazgatója. A rend eltöröltetéseig (1773) Kassán tartózkodott; azután mint özvegy Csáky Antalné gyóntatója működött.

## Munkája
- Exempla in triplici genere Chriarum. Claudiopoli, 1737
- Ur-napi prédikátzio, mellyet Urunk M.DCC.LXIX. esztend. Pünkösd havának XXV. napján a. n. kolosvári Közép-Öreg utzán tartott, s' ugyan azon n. város teként. kathol. magistrátussának költségével ki-adott Molnár János J. T. szerzetes; Jesus Társasága akadémiája, Kolozsvár, 1769